# Yongsheng (socken i Kina, Heilongjiang, lat 45,86, long 125,35)
Yongsheng (kinesiska: 永胜, 永胜乡) är en socken i Kina. Den ligger i provinsen Heilongjiang, i den nordöstra delen av landet, omkring 100 kilometer väster om provinshuvudstaden Harbin.
Genomsnittlig årsnederbörd är 725 millimeter. Den regnigaste månaden är juli, med i genomsnitt 180 mm nederbörd, och den torraste är januari, med 6 mm nederbörd.